# A Tree in a Field Records
A Tree in a Field Records ist ein Schweizer Plattenlabel und wurde 2003 von Marlon McNeill in Basel gegründet und veröffentlicht in unregelmässigen Abständen genreübergreifende Musik in physischer wie auch digitaler Form. A Tree in a Field Records ist zusammen mit dem angegliederten Verlag A Tree in a Field Publishing in den Bereichen Veröffentlichung und Vermittlung von Musikalischen Werken sowie dem Management von Künstlern tätig.
Im Katalog vertreten sind u. a. Acid Amazonians, Doomenfels, Fai Baba, Maurizio Grandinetti, Papiro, Jannik Giger und Dieter Ammann, UFO und MIR.

## Künstler
- Acid Amazonians
- Aie ça Gicle
- Alex Buess
- Antenna Tony Monorail
- Antoine Chessex
- Asbest
- Combineharvester
- Dimensione
- Doomenfels
- Duck Duck Grey Duck
- Ensemble Werktag
- Fai Baba
- Flimmer
- Jannik Giger
- Love and Girls
- Maurizio Grandinetti
- MIR (Daniel Buess)
- None of Them
- Omni Selassi
- Oppressed by Privilege / Privileged by Oppression
- Papiro
- Roy and the Devil’s Motorcycle
- Speck
- UFO
- Verena von Horsten
- Die Weltraumforscher

## Preise und Auszeichnungen
- Business Support des RFV Basel[1], 2017
- Impala FIVEUNDERFIFTEEN Award[2], 2016
- m4music Award[3], 2016
- Business Support des RFV Basel[4], 2014
- Business Support des RFV Basel[4], 2012